# Gran Premio Industria e Commercio di Prato 1958
Il Gran Premio Industria e Commercio di Prato 1958, tredicesima edizione della corsa, si svolse il 28 settembre 1958 su un percorso di 99,4 km disputati a cronometro, con partenza e arrivo a Prato. La vittoria fu appannaggio dell'italiano Ercole Baldini, che completò il percorso in 2h17'04", alla media di 43,512 km/h, precedendo i connazionali Aldo Moser e Nino Defilippis. 

## Ordine d'arrivo (Top 10)
| Pos. | Corridore          | Squadra                        | Tempo    |
| ---- | ------------------ | ------------------------------ | -------- |
| 1    | Ercole Baldini     | Legnano                        | 2h17'04" |
| 2    | Aldo Moser         | Calì Broni-Girardengo-Libertas | a 0'14"  |
| 3    | Nino Defilippis    | Carpano                        | a 5'17"  |
| 4    | Fausto Coppi       | Bianchi                        | a 8'38"  |
| 5    | Alfredo Sabbadin   | Asborno                        | a 8'45"  |
| 6    | Adriano Zamboni    | Torpado                        | a 9'07"  |
| 7    | Giuseppe Fallarini | Asborno                        | a 11'07" |
| 8    | Gastone Nencini    | Chlorodont                     | a 11'26" |
| 9    | Giorgio Tinazzi    | San Pellegrino                 | a 13'38" |
| 10   | Carlo Nicolo       | Mondia                         | a 14'27" |